# Baran (Kosovo)
Baran (albanisch auch Barani, serbisch Баране Barane) ist ein Dorf in der kosovarischen Gemeinde Peja.

## Lage
Das Dorf liegt zehn Kilometer (Luftlinie) südöstlich von Peja in der Region Lugu i Baranit. Etwa zwei Kilometer südlich verläuft der Fluss Bistrica e Deçanit. Die Nachbarorte sind:
| Krasniq       | Turjaka                                     | Rosula   |
| Baran i Epërm | Kompassrose, die auf Nachbargemeinden zeigt | Qallapek |
| Kotradiq      | Vranoc                                      | Buçan    |

## Bevölkerung
Die Volkszählung in der Republik Kosovo vom 1. April 2011 ergab, dass im Dorf Baran 927 Menschen wohnten, die sich zu etwa 98,27 % als Albaner bezeichneten.
| Volkszählung | 1948 | 1953 | 1961 | 1971 | 1981 | 1991 | 2011 |
| ------------ | ---- | ---- | ---- | ---- | ---- | ---- | ---- |
| Einwohner    | 834  | 813  | 909  | 1169 | 1140 | 1119 | 927  |